# LG Group
Az LG Group egy dél-koreai vállalat-konglomerátum, azaz csebol, mely főként fogyasztói elektronikai cikkeket, háztartási készülékeket, légkondicionálókat, mobilkommunikációs eszközöket, illetve petrolkémiai eszközöket gyárt. A működése több leányvállalatra oszlik, Magyarországon LG Electronics Magyar Kft. néven kereskedelmi képviselettel van jelen.
Az LG Corp. 1947-ben Lak-Hui Chemical Industrial Corp. néven alakult. [3] 1952-ben a Lak-Hui (amit jelenleg LG Chem-nek hívnak) lett az első dél-koreai cég, amely a műanyagiparba lépett, és miközben a cég kibővítette műanyag üzletágát, létrehozta a GoldStar Co. Ltd.-t (amit jelenleg LG Electronics Inc.-nek hívnak.) 1958-ban a Lucky és GoldStar vállalatok összeolvadtak egymással és létrehozták a Lucky-GoldStar-t.
1995-ben a Lucky GoldStar szavak rövidítéseként a vállalat új neve az LG lett, ami manapság viszont a cég jelmondatának is rövidítése, mely a „Life's Good”.

## Történet
1957-ben Koo In-Hwoi, az akkor még Goldstar név alatt működő vállalat alapítója és vezérigazgatója éjszakáit rádióhallgatással töltötte. A rádió akkoriban a civilizáció szimbóluma volt, a legfejlettebb eszköz, amely híreket hoz a világról, de Koreában abban az időben még nem létezett a gyártásához szükséges technológia és szaktudás. A vállalat nemcsak az első koreai rádiót készítette el, de elsőként használt hazai gyártású alkatrészeket is. Ezért is tekintenek sokan úgy a vállalat indulására, mint Korea elektronikai iparának születésére.
Tevékenységének jelentőségét mutatja, hogy a dél-koreai vállalat volt az ázsiai félsziget országaiból az első, amely külföldi leányvállalatot, általános kutatási-fejlesztési és dizájn központot létesített, illetve az első koreai vállalat, mely átlépte a 100 millió dolláros exportforgalmat, illetve ügyfélszolgálatot hozott létre.
Az LG Electronics ezt követően Korea vezető vállalatává lépett elő, ma pedig már 82 külföldi leányvállalattal működik, és 114 országban található értékesítési egysége. Elsősorban a mobilkommunikáció, a háztartási eszközök, a szórakoztatóelektronika és a digitális kijelzők területén tevékenykedik.

## Közös vállalkozásai
Az LG 2001 óta két másik vállalkozásba kezdett a Royal Philips Electronics vállalattal. Ezek az LG Philips Display és az LG.Philips LCD. Szintén közös vállalkozásba kezdett a Nortel Networksszel, megalapítva az LG-Nortel Co. Ltdt-t, valamint a Hitachival is, melynek eredményeként különféle adattároló eszközök gyártásába kezdett, mint például DVD-meghajtók és CD-írók.
1989 óta az LG Twins baseballcsapat tulajdonosa.
1999-ben felvásárolta az amerikai televíziókészülékeket gyártó Zenith céget.

## Mérföldkövek
- 1947-ben létrejött a Lak-hui (Lucky) cég
- 1958: megalakult leányvállalata, a Goldstar
- 1959: piacon az első koreai rádió
- 1977: megjelenik az első koreai színes televízió
- 1978: a vállalat exportforgalma átlépi a 100 millió amerikai dollárt
- 1980: megnyitja kapuit az első európai értékesítési pont
- 1984: az értékesítésből származó bevétel több mint 1 milliárd koreai won
- 1995: a vállalat neve LG Electronicsra változik
- 1998: a világ első 60 colos plazmatévéjét az LG gyártja[5]
- 1999: megalakul az LG.Philips LCD
- 2000: a világ első internethozzáférést biztosító hűtőszekrénye[5]
- 2002: az LG Holding Company alatt megalakul az LG Electronics (LGE) és az LG Electronics Investment (LGEI)
- 2007: Black Label sorozat, Prada Phone by LG
- 2008: a világ első 8 megapixeles kamerával készült, teljes érintőképernyős telefonja, az LG Renoir a boltokban[6]
- 2009: az LG a blu-ray technológia úttörőjeként megalkotja a BD370 Blu-ray lejátszót, amelynek különlegessége, hogy MKV kiterjesztésű fájlokat is lejátszik, és hozzáférést biztosít internetes tartalmakhoz is.
- 2011: a világ első 2 magos Cortex A9 architektúrájú, NVidia Tegra 2 processzora alapuló, Full HD felvételre képes okostelefonja, az LG Optimus 2X a nagyközönség számára is elérhetővé válik.

## Leányvállalatai
| - LG Electronics - LG Electronics Mobile Communications Company - LG Electronics Home Appliance Company - LG Electronics Air Conditioning Company - LG Electronics Home Entertainment Company - LG Electronics Business Solution Company - LG-Philips LCD - LG Innotech - LG Micron - LG Hi-Plaza - LG Hi-Logistics - LG Chemical - LG Petro Chemical - LG Dow Chemical - LG Seetec - LG Health Care Chemical - LG Hausys - LG Life Science Industry - LG MMA | - LG Telecom - LG CS Leader - LG Powercom - LG V-ENS - LG N-Sys - LG Serveone - LG Economy Institute - LG Academy - LG International - LG Card (2004 óta már nem az LG tulajdona) - Dacom - Dacom MI - Dacom Crossing |